# Tanna karenkonis
Tanna karenkonis és una espècie d'hemípter auquenorrinc de la família dels cicàdids.